# Joseph Sheridan Le Fanu

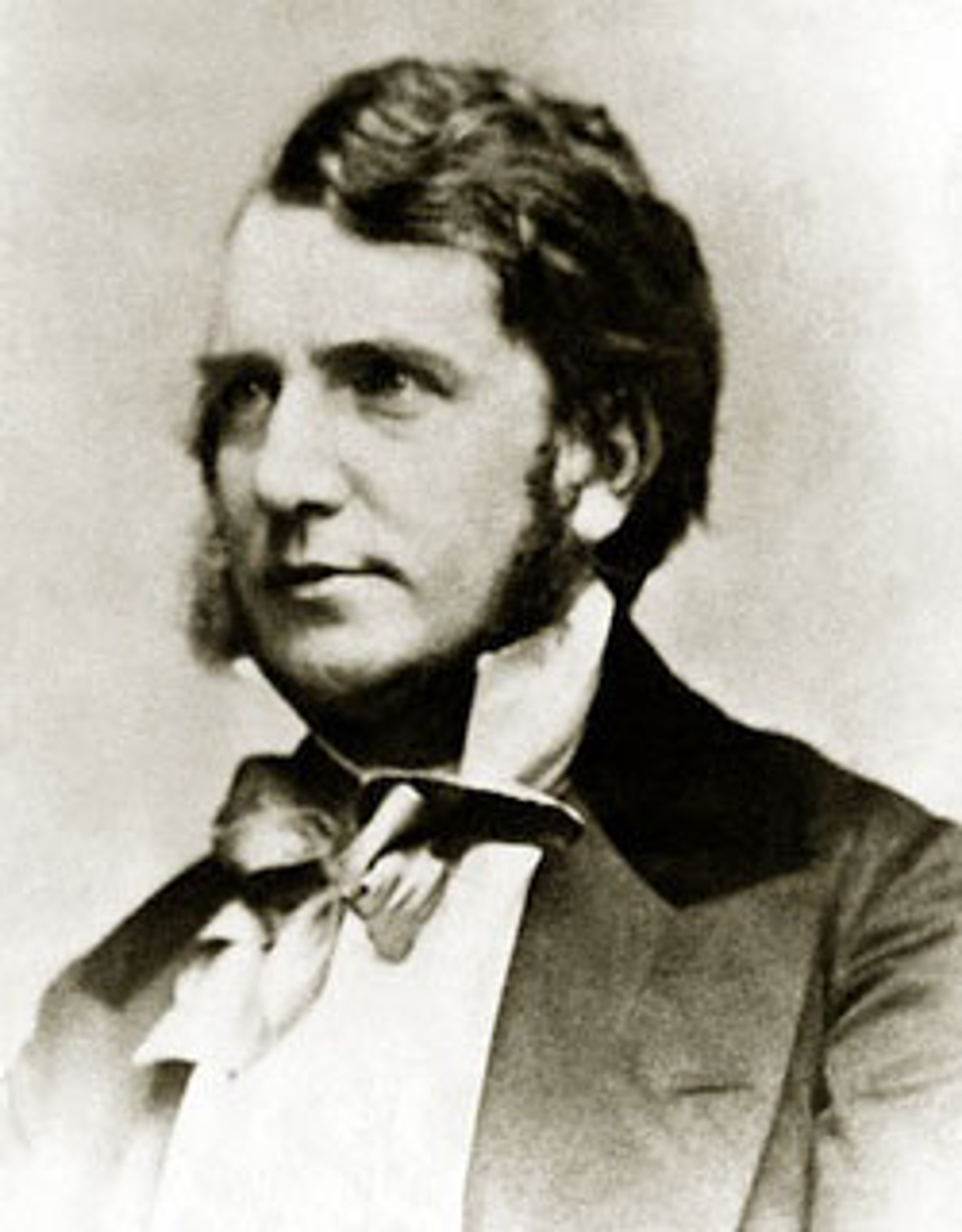
Joseph Sheridan Le Fanu.

Joseph Thomas Sheridan Le Fanu (* 28. August 1814 in Dublin; † 10. Februar 1873 ebenda) war ein irischer Schriftsteller. Er gehört zu den bekanntesten Autoren der klassischen Schauerliteratur.

## Leben
Joseph Sheridan Le Fanu wurde in Dublin als Sohn des protestantischen Geistlichen Thomas Philip Le Fanu, der hugenottischer Abstammung war, und dessen Ehefrau Emma Lucretia geb. Dobbin geboren. Er studierte später am Trinity College in Dublin Rechtswissenschaften. Nach seinem Studium interessierte er sich mehr für den Journalismus und veröffentlichte 1838 seine erste Erzählung, The Ghost and the Bonesetter, im Dublin University Magazine.
1844 heiratete er Susanna Bennett, Tochter eines Rechtsanwalts. Aus dieser Ehe gingen vier Kinder hervor: Eleanor (1845), Emma (1846), Thomas (1847) und George (1854). Seine Ehefrau litt mit zunehmenden Jahren an Depressionen und hysterischen Anfällen. 1858 starb sie unerwartet. Sheridan Le Fanu litt unter großen Schuldgefühlen und stellte das Schreiben vorläufig ein. Erst nach dem Tod seiner Mutter (1868) überwand er diese Lebenskrise.

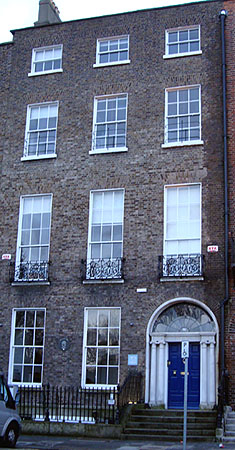
Das Familienhaus von Le Fanu in Merrion Square, Dublin.

1861 bereits hatte er das Dublin University Magazine erworben und war Herausgeber geworden. Der Londoner Verleger Richard Bentley wies ihn darauf hin, für seine Erzählungen einen englischen Schauplatz und die Gegenwart zu wählen, um damit für das englische Lesepublikum attraktiver zu werden. Dieses Ziel wurde mit der Veröffentlichung des Uncle Silas 1864 erreicht.
Joseph Sheridan Le Fanu starb im Alter von 58 Jahren in Merrion Square und wurde auf dem Friedhof Mount Jerome in Dublin beigesetzt.

## Literarisches Schaffen
In seinen zahlreichen Erzählungen geht es oft um Geister oder andere unheimliche Erscheinungen. Am bekanntesten ist wohl Carmilla, die Geschichte einer lesbischen Vampirin. Die Geschichte spielt in der Steiermark. Sie erschien in der Sammlung In a Glass Darkly (1872) und bildete die Grundlage für Bram Stokers Roman Dracula und auch für zahlreiche Verfilmungen. Allein die britische Filmproduktionsgesellschaft Hammer-Films verarbeitete die Erzählung Anfang der 1970er Jahre dreimal: Die sogenannte Karnstein-Trilogie umfasst die Filme Gruft der Vampire, Nur Vampire küssen blutig und Draculas Hexenjagd.

## Werke
- The Purcell Papers. 1838–1840.
- The Cock and Anchor. 1845.
- The Fortunes of Colonel Torlogh O’Brien. 1847.
- Schalken the Painter. 1851, dt. Schalken der Maler. Aus dem Englischen übersetzt von Heiko Postma. jmb, Hannover 2010, ISBN 978-3-940970-78-7.
- The House by the Churchyard. 1863, dt. Das Haus beim Kirchhof. Aus dem Englischen übersetzt von Trude Steinberg. Manesse, Zürich 1977, ISBN 3-7175-1528-4.
- Uncle Silas. 1864.
- Wylder’s Hand. 1864, dt. Wylders Hand. Aus dem Englischen übersetzt von Alexander Pechmann. Achilla Presse 2010, ISBN 978-3-940350-15-2.
- Guy Deverell. 1865.
- The Tenants of Malory. 1867.
- Haunted Lives. 1868.
- The Wyvern Mystery. 1869.
- Chronicles of Golden Friars and The Rose and the Key. 1871.
- Checkmate. 1871, dt. Schachmatt. Aus dem Englischen übersetzt von Alexander Pechmann. Achilla Presse, Butjadingen 2005, ISBN 3-928398-90-3.
- In a Glass Darkly. 1872, dt. In einem dunklen Spiegel. Aus dem Englischen übersetzt von Michel Siefener. Festa Verlag, Borsdorf 2023, ohne ISBN (Privatdruck).
- The Room in the Dragon Volant. 1872, dt. Das Zimmer im „Fliegenden Drachen“. Lindenstruth, Gießen 2008.

## Verfilmungen
Der deutsche Regisseur Wilhelm Semmelroth verfilmte 1977 den Roman Uncle Silas für den WDR als Zweiteiler unter dem Titel Onkel Silas. Das Drehbuch stammte von Herbert Asmodi; die Musik komponierte Hans Jönsson. In der Hauptrolle war Hannes Messemer zu sehen.